# Irkut-200
Irkut-200 (ros. Иркут-200) – rosyjski bezzałogowy statek powietrzny przeznaczony do prowadzenia rozpoznania.

## Historia
Konstrukcja została opracowana przez moskiewską filię przedsiębiorstwa Irkut (ros. ПАО Корпорация «Иркут»), prace rozpoczęto w 2008 r. Jej głównym przeznaczeniem jest prowadzenie rozpoznania w czasie rzeczywistym na dystansie do 200 km. Ponadto dron może przenosić ładunki o masie do 50 kg. Rosyjskie Ministerstwo Sytuacji Nadzwyczajnych przewidywało użycie drona do kontrolowania rurociągów naftowych, monitorowania rozwoju katastrof ekologicznych oraz monitorowania wód przybrzeżnych.
Irkut-200 został opracowany z możliwością operowania z powierzchni nieutwardzonych lub dróg o długości 200–300 m i szerokości 10 m. W skład systemu wchodzą dwa drony oraz stanowisko kontroli zamontowane na podwoziu ciężarówki ZiŁ. Lot UAV może odbywać się po wcześniej zaplanowanej trasie, operator może również w dowolnym momencie lotu przejąć nad nim kontrolę.
Konstrukcja została oficjalnie zaprezentowana na moskiewskim salonie lotniczo-kosmicznym MAKS-2009. Zgodnie z informacjami producenta miała być dostosowana do przenoszenia stacji radarowej o zasięgu 7 km oraz kamery pracującej w paśmie podczerwieni. Oblot prototypu był planowany na wrzesień 2010 r. Brak jest informacji o jego dokonaniu i dalszych losach konstrukcji.

## Konstrukcja
Dron jest zbudowany w układzie konwencjonalnego górnopłatu. Kadłub w części dziobowej ma kształt kroplowy, przechodzący w belkę ogonową zakończoną usterzeniem w kształcie litery T. Na stateczniku pionowym zamontowany jest silnik ze śmigłem ciągnącym. W części dziobowej kadłuba zamontowana jest obrotowa kamera wykorzystywana do kontroli lotu, pod kadłubem znajduje się kamera wykorzystywana do prowadzenia rozpoznania. Podwozie składane w locie, trójpunktowe z kołem przednim. Ładunek dodatkowy jest przenoszony na zaczepie pod kadłubem. W konstrukcji zastosowano na dużą skalę materiały kompozytowe, co pozwoliło obniżyć jej masę. Budowa samolotu pozwala na jego szybki demontaż w celu ułatwienia transportu samochodem.
Pułap drona wynosi 5000 m, a zasięg 200 km. Długotrwałość lotu maszyny wynosi 12 godzin. Masa startowa równa się 200 kg. Konstrukcja osiąga prędkość maksymalną 210 km/h i przelotową 140 km/h.